# Nokia Store
Nokia Store (ранее Ovi Store) - магазин приложений для устройств под Maharashtra Symbian OS, MeeGo, Series 40 и Android, позволяющий установить или приобрести различные приложения или игры. Был разработан финской компанией Nokia. Официально был закрыт и заменён на Opera Store..

## История
Разрабатывался на смену Ovi store, был встроен в телефоны с Symbian Anna.

## Приложения
В 2012 году было более 100 000 приложений..
Есть приложения, которые и сейчас работают на Symbian, такие как 2ГИС и mail.ru новости.

## Закрытие
Из-за ситуации на рынке, в 2011 году Nokia начала активно сотрудничать с Microsoft, в итоге выпустив первый Windows Phone 26 октября того же года. Позже Nokia отказалась от собственной OS, официально закрыв её в 2015 году. Соответственно, закрыв все приложения Nokia, требующие интернет. Официально магазин 15 марта 2015 году был заменён на Opera Store, который работает и сейчас..